# بيدرو ليون
بيدرو ليون سانشيز غيل (بالإسبانية: Pedro León)‏ (المولود 24 نوفمبر 1986) لاعب كرة قدم إسباني يلعب حاليًا مع نادي نادي فوينلابرادا الإسباني كجناح أيمن.

## روابط خارجية
- بيدرو ليون على موقع قاعدة بيانات كرة القدم.إي يو (الإنجليزية)
- بيدرو ليون على موقع ليكيب (الفرنسية)
- بيدرو ليون على موقع Soccerbase.com (لاعب) (الإنجليزية)
- بيدرو ليون على موقع Soccerway.com (الإنجليزية)
- بيدرو ليون على موقع عالم كرة القدم.نت (الإنجليزية)
- بيدرو ليون على موقع كووورة
- بيدرو ليون على موقع AS.com (الإسبانية)